# Anzacia perelegans
Anzacia perelegans är en spindelart som först beskrevs av William Joseph Rainbow 1894.  Anzacia perelegans ingår i släktet Anzacia och familjen plattbuksspindlar.
Artens utbredningsområde är New South Wales. Inga underarter finns listade i Catalogue of Life.